# Cómo ser infeliz y disfrutarlo
Cómo ser infeliz y disfrutarlo es una película española de 1994 dirigida por Enrique Urbizu.

## Argumento
Carmen se queda viuda a los 40 años, encima su hija se queda embaraza. La mujer descubre un nuevo enfoque en la vida. Descubre que los hombres a su alrededor están interesados en ofrecerle un poco más que un hombro donde llorar..

## Comentarios
Basada en la novela homónima de Carmen Rico-Godoy.
Es la continuación de la película Cómo ser mujer y no morir en el intento, dirigida por Ana Belén.

## Reparto
| Intérprete              | Personaje         |
| ----------------------- | ----------------- |
| Carmen Maura            | Carmen            |
| Antonio Resines         | Antonio           |
| Asunción Balaguer       | Doña Charo        |
| Pilar Bardem            | Portera           |
| Irene Bau               | Marta             |
| Francis Lorenzo         | Diego             |
| Ramon Madaula           | Romualdo          |
| Ferran Rañé             | Felipe            |
| Tito Valverde           | Fernando D'Ocon   |
| El Gran Wyoming         | Miguel Ángel      |
| Alicia Agut             | Emilia            |
| Xanti Ugalde            | Cerezo            |
| José María Cañete       | Federico          |
| Antonio Gamero          | Alfredo           |
| Angelina Llongueras     | Pepita            |
| Pilar Marco             | Teresa            |
| Paula Sebastián         | Encarna           |
| Ion Gabella             | Luisito           |
| Saturnino García        | Satur             |
| Txema Blasco            | Maldonado         |
| Mario Zorrilla          | Carlos            |
| May Pascual             | Redactora 1       |
| María José Millán       | Redactora 2       |
| Susana Buen             | Redactora 3       |
| Eufemia Román           | Kitty             |
| Juan Viadas             | Cura              |
| Javier Román            | Fotógrafo         |
| Olga Hueso              | Enfermera 1       |
| Rosa Merás              | Enfermera 2       |
| Maite Jiménez           | Enfermera 3       |
| Jean-François Genud     | Michel            |
| Ramón Barea             | Taxista           |
| Jesús Daniel de la Casa | Tipo cutre        |
| José María Sacristán    | Pintor            |
| Alain Chafour           | Fotografo francés |
| Guy Cuevas              | Modisto francés   |
| Seren Ebyan             | Top model         |
| Kamel Basili            | Taxista           |
| Wilfred Benaïche        | Camarero francés  |
| Jean-Marie Silvestre    | Criado            |
| Jesús Daniel            |                   |
| Francisco Peramos       | Brother           |

- Datos: Q5796898